# Kristina Böttrich-Merdjanowa
Kristina Böttrich-Merdjanowa (* 26. Juli 1933 in Sofia, Bulgarien; † 19. Dezember 2012 in Grünwald) war eine deutsch-bulgarische Grafikerin, Grafikdesignerin und Autorin. Sie schuf den Vorspann des Tatorts.

## Leben
Bekannt wurde Böttrich-Merdjanowa durch den von ihr geschaffenen Filmvorspann der Fernsehreihe Tatort. Nach eigener Aussage habe sie für den Vorspann im Jahr 1969 alleine die Entwicklung des Konzepts, die Umsetzung der Animationen sowie die Leitung der Dreharbeiten übernommen. Für die Dreharbeiten erhielt sie einmalig 2.500 DM.
Ende 2009 klagte sie erfolglos vor dem Landgericht München I eine Stufenklage auf Auskunft für eine höhere Entlohnung sowie Namensnennung ein, um für den bis dahin mehr als 40 Jahre in über 700 Folgen unverändert ausgestrahlten Vorspann rückwirkend mehr Geld zu erhalten. Das Landgericht München I entschied zunächst mit einem Teilurteil vom 24. März 2010 in weiten Teilen zu Gunsten der Klägerin. Im Februar 2011 hob das Oberlandesgericht München dieses Urteil jedoch wieder auf und wies die Klage mit der Begründung ab, der Vorspann spiele für den Erfolg der Fernsehreihe eine untergeordnete Rolle.
Böttrich-Merdjanowa lebte längere Zeit im Ausland. Zusammen mit ihrem Ehemann schrieb sie Kinder- und Jugendliteratur. Sie arbeitete bis kurz vor ihrem Tod. Unter anderem entwickelte sie Zeichentrickfilme und schrieb an einem Kochbuch.
Sie starb am 19. Dezember 2012 im Alter von 79 Jahren im Münchener Nobelvorort Grünwald.
Böttrich-Merdjanowa war mit dem Regisseur und Co-Autor der Löwenzahnbücher Hans-Joachim Böttrich rund 45 Jahre lang verheiratet, der nur wenige Tage nach ihrem Tod am 5. Januar 2013 im Alter von 89 Jahren starb. Beide wurden am 17. Januar 2013 auf dem Waldfriedhof Grünwald beigesetzt.